# CD96
CD96, или Tactile (англ. T cell activation, increased late expression), — мембранный белок из суперсемейства иммуноглобулинов, экспрессированный на T-лимфоцитах и Естественных киллерах. Продукт гена CD96. 

## Функция
Белок CD96 входит в суперсемейство иммуноглобулинов. Может участвовать в адгезивных взаимодействиях T-клеток и естественных киллеров во время поздней фазы иммунного ответа. Обеспечивает адгезию естественных киллеров с мишенью за счёт взаимодействия с CD155/PVR. Может также играть роль в презентации антигена.

## Тканевая локализация
Белок экспрессирован на T-лимфоцитах и Естественных киллерах. Низкий уровень белка обнаруживается на активированных B-лимфоцитах.

## Структура и взаимодействия
CD96 состоит из 585 аминокислот, молекулярная масса 67,6 кДа. Содержит единственный трансмембранный фрагмент. Молекула содержит 3 иммуноглобулиновых домена (Ig-подобные домены типа C2, V1 и V2) и, таким образом, относится к белкам суперсемейства иммуноглобулинов. 
Обладет 20% гомологией с CD226 и конкурирует с последним за связывание с CD155.